# Avraam Papadopoulos
Avraam Papadopoulos (Melbourne, Austràlia, 3 de desembre de 1984) és un futbolista grec. Va disputar 36 partits amb la selecció de Grècia.

## Estadístiques
| Selecció de Grècia | Selecció de Grècia | Selecció de Grècia |
| Anys               | Partits            | Gols               |
| ------------------ | ------------------ | ------------------ |
| 2008               | 3                  | 0                  |
| 2009               | 7                  | 0                  |
| 2010               | 12                 | 0                  |
| 2011               | 7                  | 0                  |
| 2012               | 4                  | 0                  |
| 2013               | 1                  | 0                  |
| 2014               | 2                  | 0                  |
| Total              | 36                 | 0                  |